# L'Anunciació (Retaules de l'Hospital de Tavera)
L'Anunciació, obra destinada a un dels Retaules de l'Hospital de Tavera, és una obra iniciada per El Greco i finalitzada pel seu fill Jorge Manuel Theotocópuli.

## Temàtica de l'obra
L'Anunciació és relat de l'aparició de l'arcàngel Gabriel per tal d'anunciar a la Verge Maria el fet que seria mare de Jesús, per obra de l'Esperit Sant. Aquest episodi està explicitat a l'evangeli de Sant Lluc ［Lc 1:26-38］
Aquesta temàtica és una de les més populars en el corpus pictòric d'El Greco. Segons Harold Wethey, El Greco va pintar-lo com a mínim dotze vegades (tres en el període italià) amb més o menys participació del seu obrador. La versió destinada a un dels retaules de l'església de l'Hospital de Tavera és l'última d'aquestes versions, i de fet, és una de les darreres obres en les quals va participar el mestre cretenc.

## Anàlisi de l'obra
Oli sobre llenç; 294 x 209 cm.; Fundación Banco Santander; Santander.
Dibuixat i iniciat parcialment per El Greco, finalitzat per Jorge Manuel Theotocópuli.
Aquest llenç estava en principi destinat a un retaule lateral del conjunt de l'església de l'Hospital, però a causa de la mort del mestre i als problemes de Jorge Manuel, potser mai no va ser-hi col·locat. A finals del segle xix va ser mutilat de la seva part superior (Concert d'àngels). La part inferior va quedar en l'actual escena de l'Anunciació i una primera part celestial.
Aquesta versió és força diferent de l'anterior Anunciació (Museu Prado). A la part terrenal, vestit amb túnica blanca i mantell groc, l'Arcàngel Gabriel posa els peus a terra per primera vegada en les Anunciacions d'El Greco. L'arcàngel es dirigeix a la Verge amb el braç dret estès i la palma de la mà oberta vers el Cel -una actitud similar a la del Crist Ressuscitat del tabernacle de l'altar major-. Les rajoles del sòl i la porta remarquen la profunditat de l'estança, però l'escenari és més senzill que el de la versió anterior, com si El Greco tornés a les primeres versions d'aquesta temàtica. Efectivament, ha eliminat tots els elements simbòlics i l'única indicació ambiental és el reclinatori i l'estrada. La Verge té una figura molt allargada i un cap petit, vestint una túnica rosa i un mantell blau, que sembla que flotin sobre el seu cos.
A la part celestial, El Greco també introdueix variacions amb respecte de la variant anterior. També hi representa un cor d'àngels, però elimina els querubíns que al llenç d'El Prado acompanyaven l'Esperit Sant, i introdueix a la dreta del colom i els àngels una obertura de glòria de gran profunditat on apareixen cinc Virtuts disposades a assistir la Verge.